# Rosalejo
Rosalejo è un comune spagnolo di 1 675 abitanti situato nella comunità autonoma dell'Estremadura.

Il comune venne creato nel 1996 come distaccamento da Talayuela.